# 特異X線パルサー
特異X線パルサー（とくいエックスせんパルサー, Anomalous X-ray pulsar, AXP）は、現在はマグネターであると信じられている、若く、孤立していて、強い磁場を持つ中性子星である。このような高エネルギーのX線パルサーは、2から12秒の遅い自転周期と1013から1015ガウスの強い磁場によって特徴付けられる。2009年時点では、9つの既知のAXPと1つの候補が発見されている。
2003年時点のAXPの候補とその推定自転周期は以下の通りである。
| 2003年時点のAXPの候補とその推定自転周期（秒）: |      |  |
| AXP 1E 2259+586                                | 6.98 |  |
| AXP 1E 1048-59                                 | 6.45 |  |
| AXP 4U 0142+61                                 | 8.69 |  |
| AXP 1RXS 1708-40                               | 11.0 |  |
| AXP 1E 1841-045                                | 11.8 |  |
| AXP AXJ1844-0258                               | 6.97 |  |
| AXP CXJ0110-7211                               | 5.44 |  |